# Oliveira de Vouves

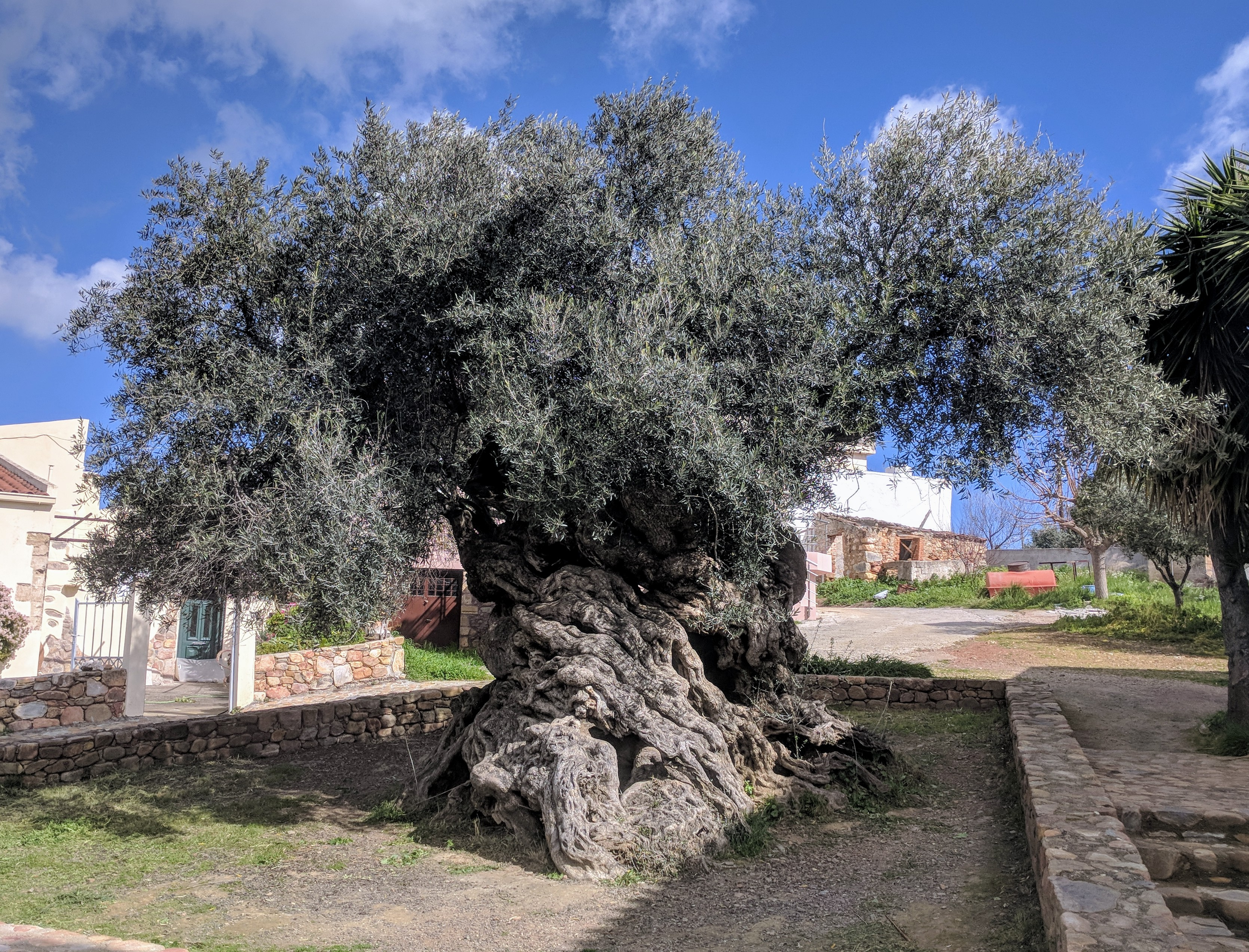
A Oliveira de Vouves em 2018

Oliveira de Vouves (em em grego:  Ελιά Βουβών) é uma oliveira que se localiza na aldeia de Ano Vouves, na unidade municipal de Kolymvari, unidade regional Chania, em Creta, Grécia. Provavelmente uma das oliveiras mais antigas do mundo, ainda hoje produz azeitonas. 
A idade exata da árvore não pode ser determinada. O uso de radioisótopos não é possível, pois seu cerne foi perdido ao longo dos séculos, enquanto a análise do anel das árvores demonstrou que a árvore tinha pelo menos 2000 anos de idade e no outro extremo da escala, os cientistas da Universidade de Creta estimaram que ela tinha 4.000 anos. Um possível indicador de sua idade são os dois cemitérios do período geométrico descobertos perto da árvore. Pesquisas atuais em Creta e no exterior indicam que estimativas anteriores da idade das oliveiras devem ser debatidas quanto à sua precisão. Ainda não existe um método científico acordado para determinar a idade das oliveiras. No caso da azeitona Vouves, poderia ser muito mais jovem do que as estimativas anteriores ou até mesmo da árvore antiga em Finix (Sfakia). 
A árvore permanece produtiva até hoje, tendo sido enxertada com a cultivar 'Tsounati'. O tronco tem um perímetro de 12,5 m e um diâmetro de 4,6 m. 
Em 1997, a árvore foi declarada monumento natural protegido e, em outubro de 2009, o Museu das Oliveiras de Vouves foi inaugurado em uma casa vizinha do século XIX, exibindo as ferramentas tradicionais e o processo de cultivo de oliveiras. Ramos da árvore foram usados para tecer as grinaldas dos vencedores das Olimpíadas de Atenas em 2004 e das Olimpíadas de Pequim em 2008. 